# 花马湖
花马湖是一个位于中国湖北省鄂州市的湖泊，面积约为16.5平方千米，平均水深约为2.5米，蓄水量约为4950万立方米。